# Männerchor Eiserfeld
Der Männerchor 1853 Eiserfeld e.V. ist ein Männerchor in Eiserfeld, einem Stadtteil von Siegen in Nordrhein-Westfalen.

## Geschichte
Im Jahr 1853 wurde der Männerchor von Mitgliedern eines Kegelvereins gegründet. Um dem Gesang in einem größeren Chor mehr Geltung zu verschaffen, vereinigten sich 1942 der MGV Eiserfeld, der GV Einigkeit Eiserfeld, der Quartettverein Eiserfeld, die Liederfreunde und der Knappenchor Eisenzecher Zug zu dem heutigen Männerchor 1853 Eiserfeld e.V.
Durch diesen Zusammenschluss entwickelte sich der Männerchor zu einem bedeutenden Kulturträger im Siegerland. Aber der Wirkungskreis des Chores blieb schon lange nicht mehr allein auf das Siegerland beschränkt. Bereits im Jahr 1947 folgte der Männerchor einer Einladung des damaligen Regierungspräsidenten Fries zu einem Konzert in der Stadthalle Arnsberg. Im gleichen Jahr wurde unter der Patenschaft des Männerchores der Nachwuchschor Eiserfelder Sängerknaben mit Jean Reinartz in der musikalischen Leitung gegründet. Am 13. Mai 1948 stellte sich der Nachwuchschor anlässlich des 95. Jubiläums des Männerchors 1853 Eiserfeld erstmals der Öffentlichkeit vor.
Der Chor ist Inhaber der Zelter-Plakette und war 1973, 1979, 1984, 1989, 1994, 1999, 2004 und 2010 Meisterchor bei allen Bundesleistungssingen erfolgreich. Er ist Mitglied des Chorverbands Nordrhein-Westfalen und damit auch Mitglied im Deutschen Chorverband.
Aus dem Gemischten Chor "Projektchor" wurde im Jahre 2016 der Gemischte Chor "Zeitgeist" Eiserfeld gegründet. Er ist ein fester Bestandteil in der Chorszene von Eiserfeld geworden und ist aus der Chorszene nicht mehr wegzudenken.

## Diskografie
Alben:
- 1978: Das grosse Jubiläumskonzert 1978 (LP;zum 125-jährigen Bestehen des Chores)
- 1985: Männerchor 1853 Eiserfeld (LP; Engelsmann Life Records)
- 2003: Jahre kommen, Jahre ziehen (Jubiläums-CD zum 150-jährigen Bestehen des Chores)

Kompilationen:
- 1985: Meisterchöre des Sängerbundes Nordrhein-Westfalen singen Quirin Rische  (Doppel-LP; Engelsmann Life Records)